# Pachydema obscurella
Pachydema obscurella es una especie de coleóptero de la familia Scarabaeidae.

## Distribución geográfica
Es endémica de las islas Canarias (España).